# Belgisch-Congo in de Eerste Wereldoorlog
Belgisch-Congo werd tijdens de Eerste Wereldoorlog een actieve deelnemer in de Afrikaanse campagnes, met name tegen Duits-Oost-Afrika, na de Duitse inval in België op 4 augustus 1914. De kolonie leverde troepen via de Force Publique, produceerde grondstoffen zoals koper en rubber voor de geallieerde oorlogsinspanningen, en speelde een rol in de diplomatieke nasleep die leidde tot het Volkenbondsmandaat over Ruanda-Urundi.

## Achtergrond
In de zomer van 1914 bevond Belgisch-Congo zich nog in een fase van institutionele consolidatie. Na de overname van de Onafhankelijke Congostaat door België in 1908 evolueerde het koloniale bestuur met als doel de controle door de overheid te versterken en de economische activiteit te optimaliseren. De infrastructuur was echter nog steeds slecht; de Congostroom fungeerde als de belangrijkste transportas, ook de spoorweg tussen Matadi en Leopoldstad had een beperkte capaciteit. Ondanks deze tekortkomingen was er een duidelijke economische ontwikkeling, vooral door de groei van de mijnbouw in Katanga.
Een centrale doelstelling van het Belgische koloniale beleid was een breuk met de controversiële heerschappij van Leopold II. De buitensporige en vaak gewelddadige uitbuiting door privé-concessiemaatschappijen werd aan banden gelegd; het koloniale handvest van 1908 verbood expliciet dwangarbeid. De nieuwe regering presenteerde zichzelf als een humaner en moderner alternatief, gericht op beschaving en ordelijke ontwikkeling. Deze hervormingen bleken in de praktijk echter beperkt.

### Belgische neutraliteit
De Belgische neutraliteit, een hoeksteen van het nationale beleid sinds 1839, werd op 4 augustus 1914 bruusk geschonden door de Duitse invasie. Deze gebeurtenis activeerde niet alleen het Europese front, maar betrok ook de koloniale gebieden bij het conflict.
De strategische ligging van Belgisch-Congo, grenzend aan Duits-Oost-Afrika en een deel van Duits-Kameroen, maakte deelname aan de oorlog onvermijdelijk. De eerste tekenen van conflict deden zich voor op 7 augustus 1914, toen Duitse troepen Lukuga aan het Tanganyikameer bombardeerden – een provocatie die de koloniale administratie dwong haar militaire en economische capaciteiten te herzien.
In tegenstelling tot de hoop dat Afrika neutraal zou blijven, werd Belgisch-Congo een frontlinie in een strijd die de koloniale machten dwong hun middelen te bundelen tegen een gemeenschappelijke vijand. Dit markeerde het begin van een periode waarin de kolonie niet alleen haar eigen belangen moest verdedigen, maar ook een bredere bijdrage leverde aan de geallieerde oorlogsinspanningen, een rol die haar interne dynamiek en internationale status ingrijpend zou wijzigen.

## Militaire betrokkenheid

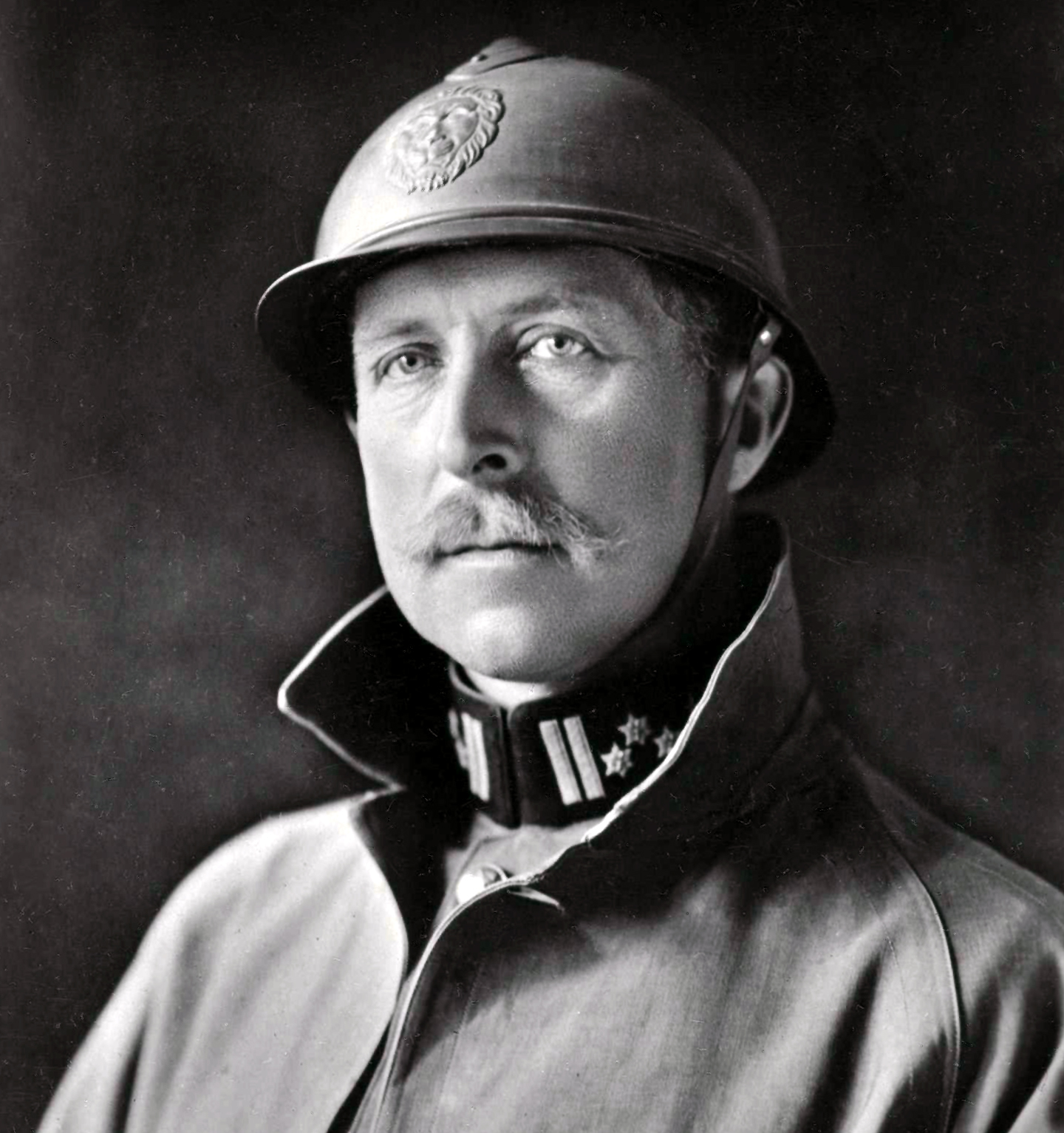
Koning Albert in het uniform van het Belgische Leger, compleet met de Belgische versie van de Adrianhelm

### Begin van de Oorlog
Een week na de Duitse inval opende een Duits schip het vuur op de haven van Albertstad aan het Tanganyikameer, waarbij het enige Belgische oorlogsschip ter plaatse werd tot zinken gebracht. Als reactie op deze gebeurtenis stuurde minister Jules Renkin, na overleg met koning Albert I, een telegram naar de gouverneur-generaal, waarin hij militaire maatregelen autoriseerde ter bescherming van Belgisch grondgebied. Deze maatregelen behelsten zowel defensieve als offensieve acties, die konden worden uitgevoerd op eigen initiatief of in samenwerking met de geallieerden, en, indien noodzakelijk, zelfs op Duits grondgebied.
Luitenant-kolonel Josué Henry de la Lindi, belast met de verdediging van de oostelijke grenzen van Belgisch-Congo, ontwikkelde hierop een strategie gebaseerd op guerrilla en psychologische oorlogvoering. Hij richtte mobiele eenheden op die verrassingsaanvallen uitvoerden en misleiding toepasten om de Duitse troepen te intimideren. Bij de berg Lubafu, aan de noordgrens met Duits-Oost-Afrika, presenteerde hij zijn beperkte troepen als een voorhoede van een veel groter leger, waardoor de geplande Duitse aanval werd afgewend.

### Veldtocht in Kameroen
In oktober 1914 stuurde Belgisch-Congo eenheden van de Force Publique om de Franse koloniale troepen te ondersteunen in de strijd tegen Duits-Kameroen. Ongeveer 570 Belgische en Congolese militairen namen deel aan deze veldtocht, die gericht was op het verdrijven van Duitse troepen uit het gebied. De expeditie drong meer dan 1.000 kilometer diep Kameroen binnen en droeg bij aan de uiteindelijke Duitse capitulatie in februari 1916. Bijna de helft van de Belgische en Congolese troepen kwam om, voornamelijk door ziekte en uitputting.

### Oost-Afrikaanse Veldtocht

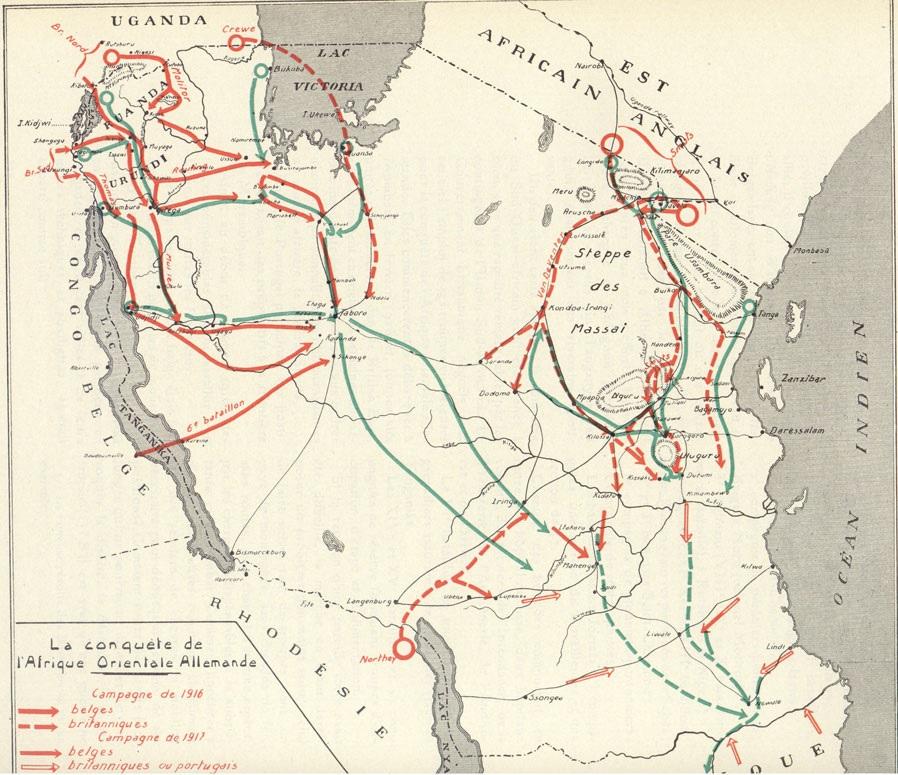
Kaart van de Oost-Afrikaanse Veldtocht, 1916-1917.

Begin 1915 werd besloten tot een offensief tegen Duits-Oost-Afrika, in samenwerking met Britse koloniale troepen. Dit besluit was gebaseerd op de strategische overweging dat een aanval de beste verdediging vormde voor de grenzen van Belgisch Congo. Generaal Charles Tombeur richtte hiervoor een nieuw Congolees leger op van 19.000 manschappen, uitgerust met moderne wapensystemen waaronder Mauser- en Grasgeweren en lichte artillerie, ondersteund door 8.000 logistieke dragers. De strijdmacht werd operationeel verdeeld in twee brigades: een noordelijke brigade, gestationeerd tussen het Edward- en Kivumeer, en een zuidelijke brigade, gelegerd tussen het Kivu- en Tanganyikameer.
De Britse bijdrage aan de campagne bestond uit een expeditiemacht in Noord-Rhodesië onder bevel van Zuid-Afrikaanse generaal Jan Smuts, die het algemeen commando voerde over de Belgisch-Britse operaties. De Duitse verdediging was grondig voorbereid: strategische berghellingen waren omgebouwd tot versterkte artillerieposities met mitrailleursnesten en geschutsopstellingen.
De operationele doelstelling voor de Belgische troepen omvatte de verovering van het noordwestelijke deel van Duits-Oost-Afrika tot aan het Victoriameer, met als belangrijkste doelwit het strategische spoorwegknooppunt Tabora. Hier zouden de oprukkende Britse eenheden onder generaal Preston Crewe, komend vanuit Brits-Oost-Afrika, zich bij de Belgische troepen voegen.

#### Eerste successen
De veldtocht, ingezet op 20 april 1916, boekte aanzienlijke successen. De noordelijke brigade onder kolonel Molitor veroverde Kigali en stabiliseerde de situatie in Ruanda na twee zware militaire confrontaties met Duitse troepen. De zuidelijke brigade onder kolonel Olsen verwierf controle over Urundi en de vitale Tanganyikabahn-spoorlijn naar Dar-es-Salaam, waarbij verschillende Duitse tegenoffensieven werden afgeslagen.

#### Strijd om het Tanganyikameer
Na de successen van de Belgische brigades in Ruanda en Urundi richtte de Oost-Afrikaanse veldtocht zich in de zomer van 1916 op het Tanganyikameer, waar de Kaiserliche Marine onder leiding van het kanonneerschip Graf von Götzen de dienst uitmaakte. Britse en Belgische marine-eenheden, onder bevel van Geoffrey Spicer-Simson en de Belgische officier Léon Goor, voerden echter een reeks gedurfde operaties uit. Met schepen zoals HMS Fifi en HMS Vengeur slaagden de geallieerden erin de Duitse vloot uit te schakelen, culminerend in de zelfvernietiging van de Graf von Götzen door de Duitsers in juli 1916. Deze overwinning verzekerde de geallieerde controle over het meer.

#### Bezetting van Kigoma
Met controle over het Tanganyikameer richtten de geallieerden hun aandacht op Kigoma, een belangrijke haven aan het meer en het eindpunt van de Duitse Centraalspoorlijn. Op 28 juli 1916 werd de stad ingenomen na een gecombineerde operatie van Belgische troepen en Britse marineschepen. Deze overwinning sneed de Duitse aanvoerlijnen af en versterkte de geallieerde positie in de regio.

#### Tabora-offensief

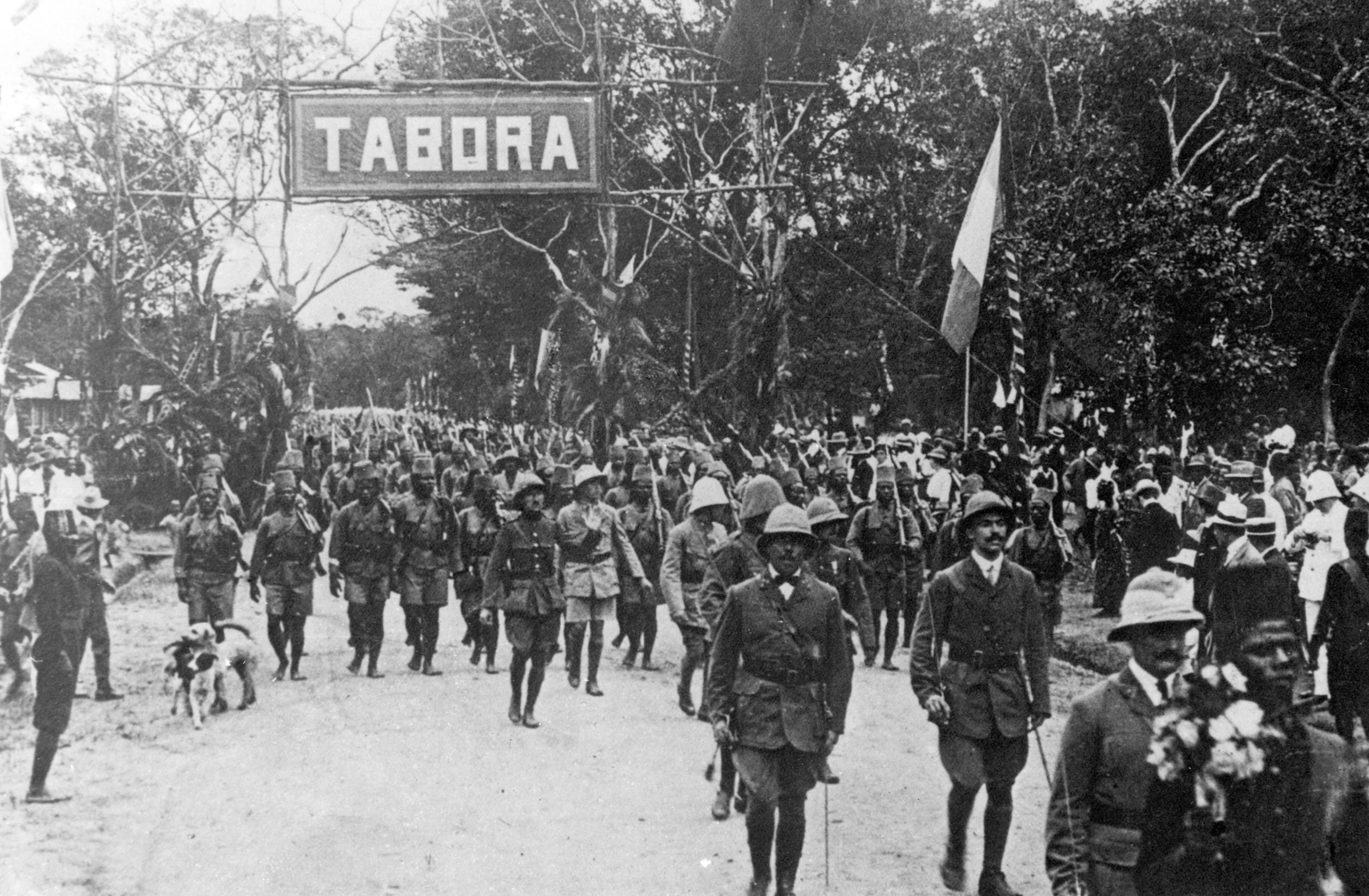
Intocht tabora 19 september 1916

De veldtocht bereikte haar hoogtepunt met de opmars naar Tabora, een strategisch spoorwegknooppunt en handelsstad met 40.000 inwoners, gelegen 400 kilometer ten oosten van het Tanganyikameer. De zuidelijke brigade, onder bevel van kolonel Frederik Valdemar Olsen, rukte op langs de Tanganyikabahn-spoorlijn, die door de terugtrekkende Duitsers was vernield. Op 30 augustus 1916 bezette de brigade het spoorwegstation van Ussoke, ten westen van Tabora. De Duitse generaal-majoor Wahle stuurde versterkingen per trein naar Ussoke, maar zijn tegenaanvallen op 2-3 en 7 september werden door de Force Publique afgeslagen, ondanks zware verliezen aan beide zijden.
Op 8 september bereikten de Belgen de Duitse verdedigingslinies bij Lulanguru, nabij Tabora, waar de zuidelijke brigade de opmars leidde. Tegelijkertijd stuitten de troepen van kolonel Molitor’s noordelijke brigade op zware weerstand in de heuvels van Itaga, ten noorden van Tabora, tussen 10 en 12 september. Wahle’s strijdmacht, inmiddels gereduceerd tot 1.100 geweren door desertie en verliezen, verloor aan slagkracht. Op 16 september onderschepten de Duitsers een brief van generaal Preston Crewe aan Molitor, waarin een groot geallieerd offensief voor 19 september werd aangekondigd.
Na intense gevechten trokken de Duitse Schutztruppen zich op 19 september in drie kolommen terug naar het zuidoosten, richting Iringa en Mahenge, om zich te hergroeperen met de troepen van Paul von Lettow-Vorbeck. Diezelfde dag gaven de civiele autoriteiten van Tabora zich over aan de Force Publique. De Belgen bevrijdden ongeveer 200 geallieerde krijgsgevangenen, voornamelijk Belgen en Britten, en namen 228 Duitse soldaten gevangen. De Force Publique verloor 1.300 manschappen in de slag. Op 3 oktober 1916, na de consolidatie van de geallieerde controle over de regio van de Afrikaanse Grote Meren, werd de Lake Force ontbonden.

#### Mahenge-offensief

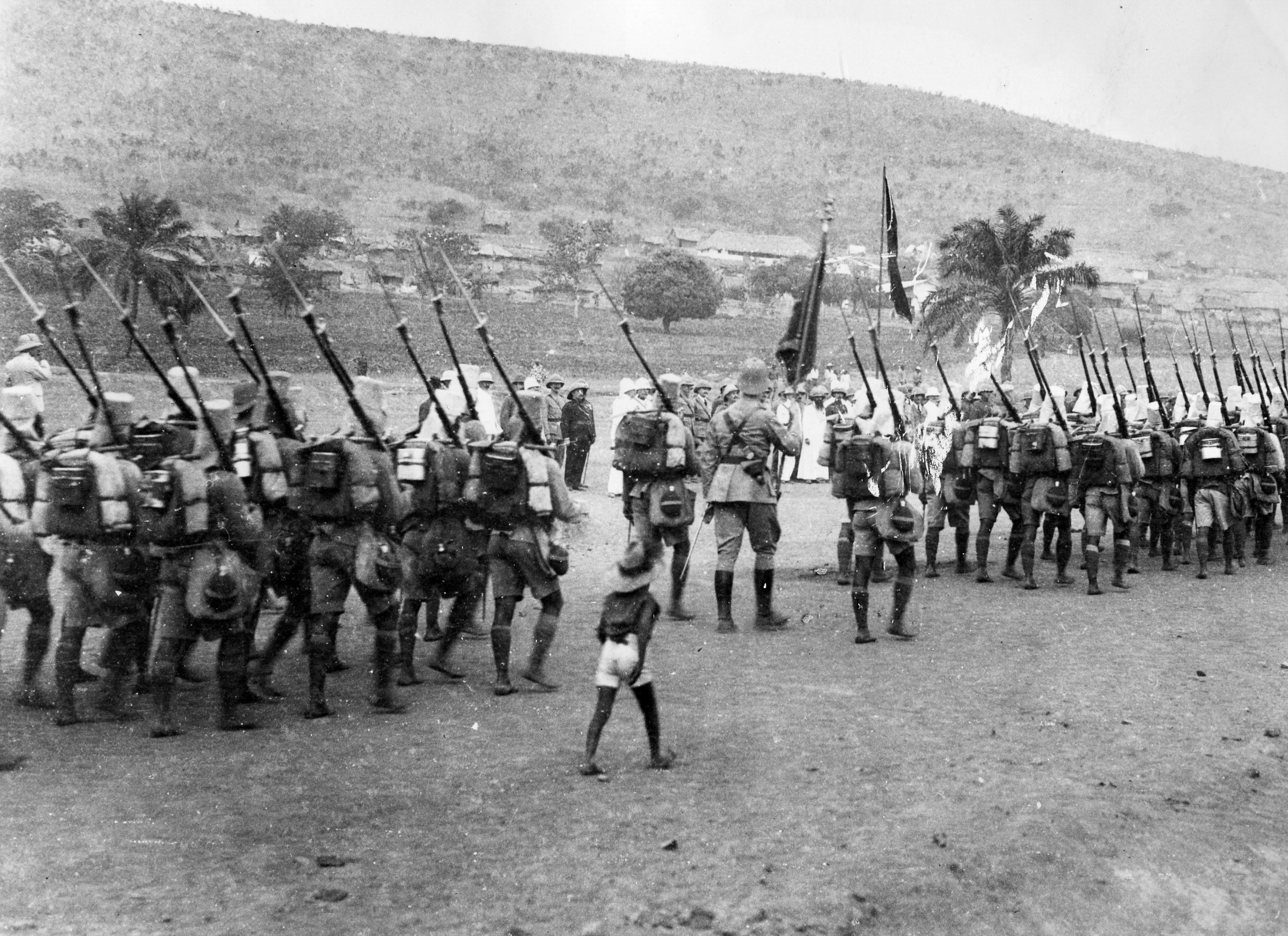
Defilé kilosa in afwachting van het Mahenge Offensief.

Na de verovering van Tabora reorganiseerden de Duitse troepen zich in maart 1917 onder leiding van generaal Paul von Lettow-Vorbeck voor een nieuw offensief. De Britten riepen opnieuw de hulp in van Belgische troepen. Luitenant-kolonel Armand Huyghé leidde de Force Publique richting Mahenge, het Duitse hoofdkwartier in het zuidoosten van Duits-Oost-Afrika. Ondanks bevoorradingsproblemen door de Duitse tactiek van verschroeide aarde doorbraken de Belgische brigades de verdedigingslinies bij de Kilombero-rivier. Na vier dagen strijd werd Mahenge op 8 oktober 1917 ingenomen.
De meeste Duitse troepen werden vervolgens door de Britten gevangengenomen. Von Lettow-Vorbeck wist echter te ontsnappen naar Mozambique. Een Belgisch verzoek om hem daar militair te achtervolgen werd door de Britse autoriteiten afgewezen. De Duitse bevelhebber bleef gedurende de rest van de oorlog actief met guerrilla-aanvallen, ondanks een numerieke minderheid tegenover een veel grotere Britse strijdmacht.[2][3]

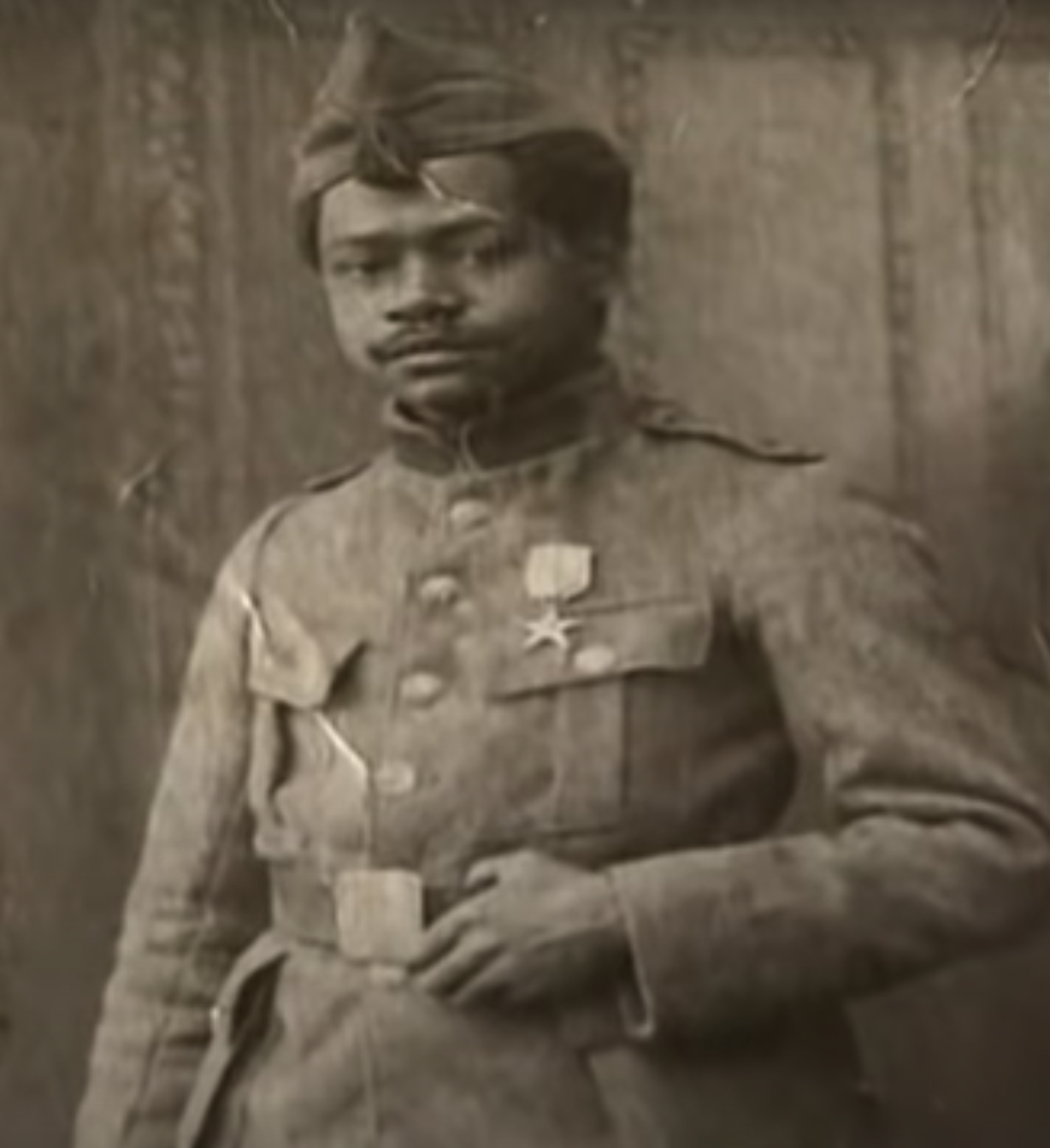
Farnana in Belgisch uniform (1914)

### Congolese Soldaten in Europa
Hoewel België ervoor koos om geen Congolese troepen naar het Europese front te sturen – uit angst dat dit het koloniale gezag zou ondermijnen – vochten toch 32 Congolese inwoners van België mee aan het westfront. Deze soldaten, waaronder figuren als Paul Panda Farnana en Joseph Adipanga, waren vaak in België opgegroeid en sloten zich vrijwillig aan bij het Belgische leger. Hun deelname werd later gedocumenteerd als een uitzondering op het officiële beleid.

## Economische bijdragen

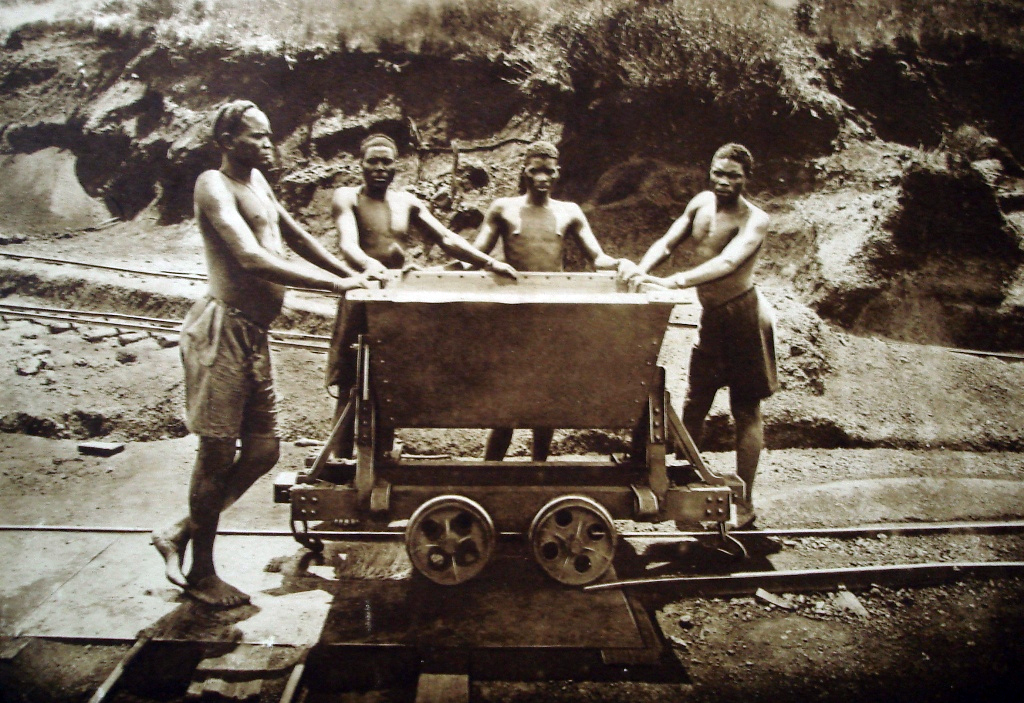
Rwandese arbeiders in de Kisanga-mijn, Katanga, jaren twintig.

De Eerste Wereldoorlog leidde tot een ingrijpende economische heroriëntatie in Belgisch-Congo, waarbij de kolonie werd ingeschakeld als leverancier van strategische grondstoffen voor de geallieerde oorlogsindustrie. De mijnen in Katanga, beheerd door de Union Minière du Haut-Katanga, namen hierin een centrale plaats in. Vooral de koperproductie kende een forse stijging, als gevolg van de toenemende Europese vraag naar metalen voor munitie en communicatiemiddelen. Deze verschuiving bracht een verlegging van de economische prioriteiten met zich mee: de export ten dienste van de metropool kreeg voorrang boven lokale noden, waardoor de economische afhankelijkheid van België verder werd versterkt.
Ook de rubberproductie in de noordelijke gebieden werd opgedreven. Hoewel deze niet meer dezelfde excessen kende als onder Leopold II, bleef het systeem gebaseerd op dwangarbeid. Grote aantallen Congolezen werden, vaak tegen hun wil, ingezet als arbeiders of dragers.
De afvoer van grondstoffen vereiste grootschalige logistieke inspanningen. Zowel de Congostroom als het bestaande spoornetwerk werden tot het uiterste benut voor het transport richting de kust. De coördinatie tussen koloniale bestuurders, commerciële actoren en lokale gezagsdragers verliep zelden op vrijwillige basis en ging gepaard met repressieve maatregelen.

## Sociale inpact

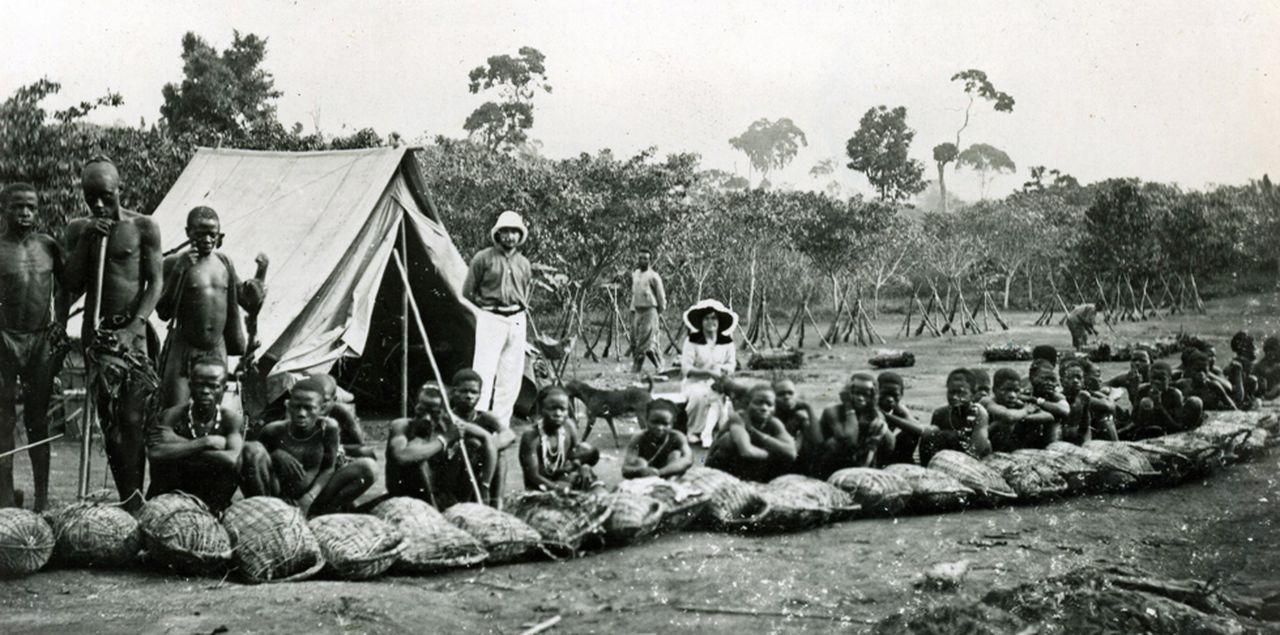
Dragers in dienst van de Force Publique, bij hen waren ook vrouwen

De impact van de Eerste Wereldoorlog op de Congolese bevolking was aanzienlijk en vaak destructief. De grootschalige rekrutering van soldaten en dragers voor de Force Publique leidde tot ontwrichting van gemeenschappen, vooral in dichtbevolkte regio’s zoals Kivu en Beneden-Congo. Rekrutering gebeurde veelal onder dwang, via lokale leiders die onder druk stonden om quota te behalen. De afwezigheid van duizenden mannen bracht de lokale landbouw tot stilstand, wat resulteerde in voedseltekorten. Deze situatie werd verergerd door de nadruk op exportgewassen en de verspreiding van de Spaanse griep in 1918.
De fysieke tol voor de Congolese militairen en dragers was bijzonder zwaar. Zij werden blootgesteld aan tropische ziekten, ondervoeding en erbarmelijke leefomstandigheden. Het sterftecijfer onder deze groepen was hoog en overtrof in vele gevallen het aantal doden door gevechtshandelingen. De extreme marsen en het gebrek aan medische zorg maakten deelname aan het conflict bijzonder slopend. Ondanks hun belangrijke bijdrage aan de geallieerde oorlogsinspanningen, bleef erkenning voor deze inzet in de officiële geschiedschrijving lange tijd uit.
Tegelijkertijd bracht de oorlog een beginnende verschuiving in het maatschappelijke bewustzijn teweeg. Congolese troepen kwamen in contact met andere Afrikaanse eenheden en internationale dynamieken, wat leidde tot een groeiend gevoel van politieke bewustwording. Deze ervaringen vormden een vroege voedingsbodem voor het latere antikoloniale activisme en de strijd voor onafhankelijkheid in de 20e eeuw.

## Mandaatgebied Ruanda-Urundi

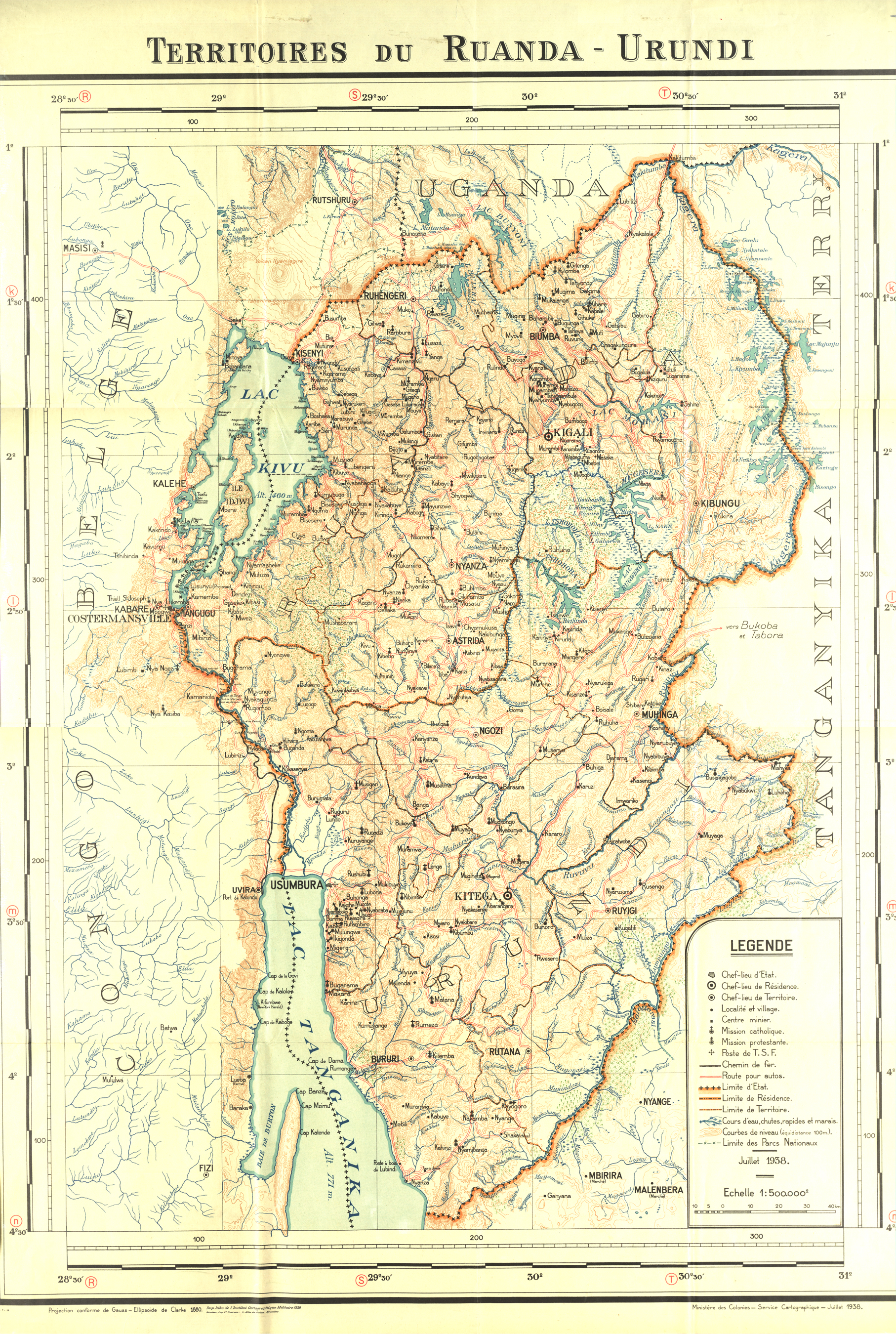
Map van Ruanda-Urundi

De wapenstilstand van 11 november 1918 markeerde formeel het einde van de vijandelijkheden in de Eerste Wereldoorlog, maar voor België ontvouwde zich een nieuwe politieke en diplomatieke strijd: die om territoriale compensatie voor zijn oorlogsinspanningen. Tijdens het conflict had de Force Publique, het koloniale leger van Belgisch-Congo, aanzienlijke delen van Duits-Oost-Afrika bezet, waaronder de gebieden Ruanda en Urundi. Na de oorlog hoopte de Belgische regering deze territoria, samen met andere delen van Oost-Afrika, te annexeren als beloning voor haar militaire bijdrage. De realiteit van de vredesonderhandelingen in Versailles bleek echter aanzienlijk complexer.
De onderhandelingen werden gedomineerd door de grootmachten, met name Groot-Brittannië en Frankrijk, die terughoudend waren om België significante territoriale winsten toe te kennen. Bovendien stuitte België’s ambitie om zijn koloniale rijk uit te breiden – bijvoorbeeld door toegang tot de Atlantische Oceaan via Portugees grondgebied, op categorische afwijzing. Een verdere complicatie vormde het interventionisme van de Verenigde Staten. President Woodrow Wilson stelde expliciet gesteld dat de Geallieerden geen territoria mochten behouden die zij tijdens de oorlog op Duitsland hadden veroverd, noch in Europa, noch in Afrika. In Londen en Parijs werd Wilsons idealisme met scepsis ontvangen. De Britse en Franse regeringen benadrukten de enorme militaire offers die waren gebracht, ook in Afrika, waar soldaten tegen de Duitse troepen hadden gevochten. Bovendien bestond er een reële vrees, die later, tijdens de Tweede Wereldoorlog, bewaarheid zou worden, dat een herstel van Duitse koloniale bezittingen het Duitse revanchisme zou aanwakkeren.

### Orts-Milner Akkoord
Na langdurige onderhandelingen werd een diplomatiek compromis bereikt, vastgelegd in het Orts-Milner Akkoord van 30 mei 1919. In plaats van directe annexatie kreeg België een C-mandaat van de Volkenbond over Ruanda-Urundi, dat in 1922 formeel werd bekrachtigd en in 1924 van kracht ging. Dit mandaat plaatste de gebieden onder Belgisch bestuur, maar legde tegelijkertijd verplichtingen op inzake bestuurlijke verantwoording en ontwikkeling, waaraan gerapporteerd moest worden aan de Volkenbond.
Voor België was dit een tegenvaller: de verwachtingen waren hooggespannen geweest, gezien de zware militaire en economische inspanningen tijdens de oorlog. Desalniettemin aanvaardde de regering het mandaat als een minimale territoriale compensatie.

#### Nasleep
Onder Belgisch bestuur werd Ruanda-Urundi, in tegenstelling tot het eerdere Duitse indirecte bestuur, onderworpen aan een meer directe vorm van koloniaal bestuur. België investeerde in missionaire activiteiten en economische ontwikkeling, maar het mandaat bleek uiteindelijk een bron van diplomatieke spanningen in latere jaren. In de jaren 1950 gebruikte de Verenigde Naties (de opvolger van de Volkenbond) het mandaat als juridische basis om zich niet alleen met Ruanda-Urundi te bemoeien, maar ook met het Belgische beleid in Congo, hoewel de VN formeel geen zeggenschap had over de Belgische kolonie.

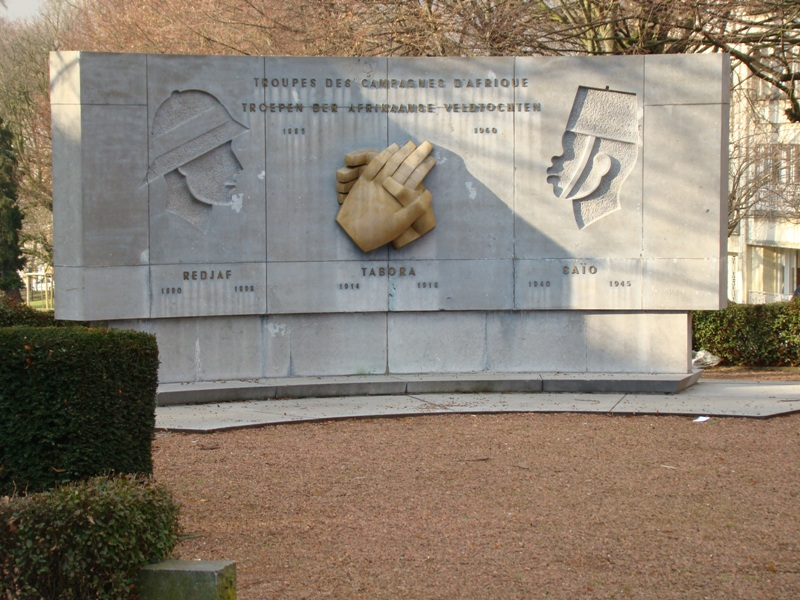
Monument voor de Troepen der Afrikaanse Veldtochten in Schaarbeek

## Herdenking
Het Monument voor de Troepen der Afrikaanse Veldtochten (Frans: Mémorial des Troupes des campagnes d'Afrique) ligt in de Huart Hamoirlaan te Schaarbeek, gekeerd naar het Rigasquare. Het is een eerbetoon aan de koloniale Force Publique, die vanuit Belgisch-Congo in Afrika en daarbuiten heeft gevochten (1885-1960). Op de achterzijde is een fragment gebeiteld van de speech die Boudewijn gaf bij de Congolese onafhankelijkheid: Ik stel er prijs op hier een bijzondere hulde te brengen aan de weermacht die haar zware taak met onverzettelijke moed en toewijding heeft vervuld. Rede gehouden door Z.M. Koning Boudewijn Iste, op 30 juni 1960 te Leopoldstad. De voorzijde herinnert aan de voornaamste campagnes, waaronder ook de Oost-Afrikaanse Veldtocht uit de eerste wereldoorlog.
Veldtocht in Kameroen ·
Oost-Afrikaanse Veldtocht ·
Strijd om het Tanganyikameer ·
Tabora-offensief ·
Verovering van Kigoma ·
Slag bij Tabora ·
Mahenge-offensief ·
Slag bij Narungombe · 
Ruanda-Urundi